# Бётцель, Эрнест Филипп
Эрнест Филипп Бётцель (фр. Ernest-Philippe Boetzel; 1 сентября 1830, Саргемин — 22 декабря 1913, Вилье-сюр-Морен) — французский график и гравёр лотарингского происхождения.
Автор жанровых сценок, портретной живописи (в том числе изображения Леона Гамбетты, Сади Карно, Виктора Гюго, Жака Боша), гравюр по работам Рембрандта, Гюстава Доре, Фелисьена Ропса и др.

## Награды
- Кавалер ордена Почётного легиона (1877)[2].
- Бронзовая медаль Парижского салона за портрет Жака Боша (1875).
- Почётный участник Всемирной выставки в Париже (1889).